# قرقاول پرهیاهو
قرقاول پُرهیاهو (نام علمی: Catreus wallichii)، که همچنین به عنوان قرقاول والیچ نیز شناخته می‌شود، گونه‌ای آسیب‌پذیر از خانواده قرقاولان است. این تنها عضو در سردهٔ Catreus است. نام علمی این گونه برای یادبود گیاه‌شناس دانمارکی ناتانیل والیچ نام‌گذاری شده‌است.
نرها تک‌همسر هستند. آنها در تابستان با دسته‌تخم ۱۰ تا ۱۱ تخم روی پرتگاه‌های شیب‌دار زادآوری می‌کنند. در مطالعاتی که در دره بیس بالایی انجام شد، قرقاول پرهیاهو به آشفتگی‌های انسانی حساس بود.